# Кокотниця
Кокотниця (від фр. cocotte — курочка) — маленький металевий кухлик для подачі їжі. Вид металевого посуду, маленька каструлька з довгою ручкою.
Використовується для запікання і подачі закусок із соусами. Місткість — зазвичай близько 100 мл., але зустрічаються і більш об'ємні кокотниці.

## Галерея

Кокотниця чорнаКокотниця чорна
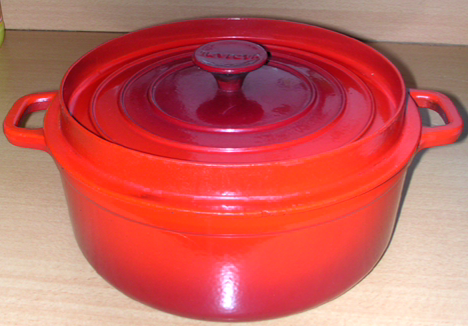
Кокотниця
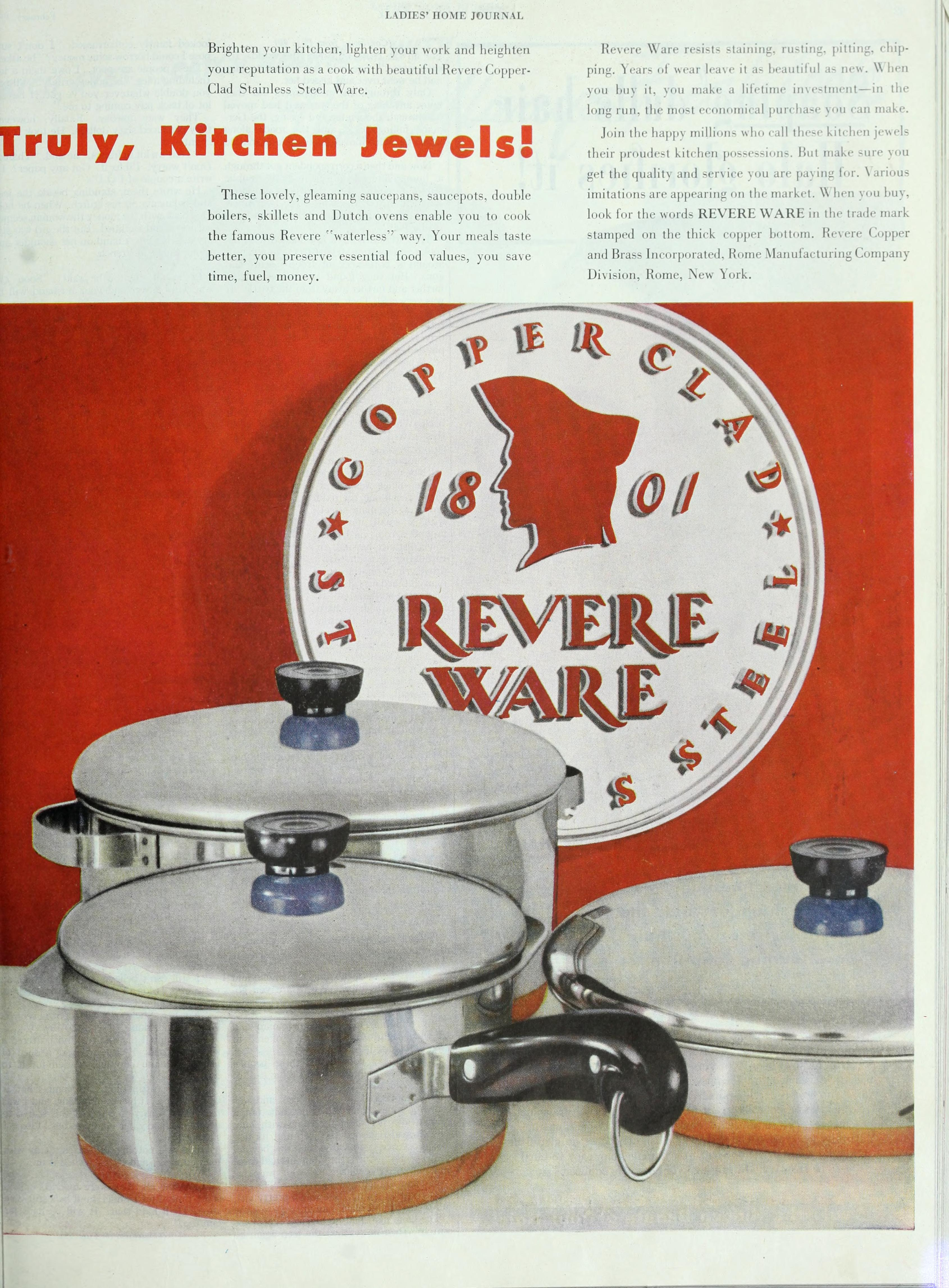
Кокотниця з ручкою